# Carlo Nordio
Carlo Nordio (ur. 6 lutego 1947 w Treviso) – włoski prawnik, publicysta i polityk, deputowany, od 2022 minister sprawiedliwości.

## Życiorys
W 1970 ukończył studia prawnicze na Uniwersytecie Padewskim, od 1977 był związany z włoską prokuraturą. Pracował m.in. jako sędzia śledczy przy sądzie w Wenecji. Prowadził śledztwa dotyczące terrorystów z Czerwonych Brygad w regionie, porwań i afer korupcyjnych (w sprawie tzw. Tangentopoli). Od 2009 był zastępcą prokuratora w Wenecji, koordynował postępowania w sprawach o przestępstwa gospodarcze i podatkowe. W 2017 przeszedł w stan spoczynku. Był także konsultantem parlamentarnej komisji do spraw terroryzmu, a w latach 2002–2006 przewodniczącym komisji do spraw reformy kodeksu karnego. Zajął się działalnością publicystyczną jako felietonista m.in. „Il Messaggero”. Opublikował kilka pozycji książkowych.
W styczniu 2022 przewodnicząca ugrupowania Bracia Włosi zaproponowała jego kandydaturę na urząd prezydenta. W ostatniej turze głosowania, gdy większość środowisk politycznych poparła Sergia Mattarellę, Carlo Nordio otrzymał 90 głosów w kolegium elektorskim. W tym samym roku z ramienia centroprawicowej koalicji został wybrany do Izby Deputowanych XIX kadencji.
W październiku 2022 objął stanowisko ministra sprawiedliwości w rządzie Giorgii Meloni.